# Възпитание
Процес, при който се цели формиране на личностни качества, отношение към света, норми и форми на поведение.
В съвременния смисъл възпитанието се разглежда като система от възпитателни дейности, процес на реализация на системните дейности и резултат на процеса. Възпитателният процес в развитието на подрастващите продължава като в него се наблюдава постоянно изменение, движение и развитие. Възпитателният и образователният процес протичат успоредно и зависят един от друг.
Възпитателният процес протича през три етапа, които се осъществяват едновременно. Началният етап се основава на информационно-просветителското обучение. Овладяват се знания от различни области, без да се проверява заученото. Тук се формира отношение към знанието. Следващият етап е оценъчно-ориентировъчен. Оценяват се знанията от първия етап и се формира отношение към учебния материал. Формират се възгледи и убеждения. В третия етап се формират привички на поведение. Тук личността извършва осъзнатите действия автоматично.